# Murina
A Murina az emlősök (Mammalia) osztályának denevérek (Chiroptera) rendjébe, ezen belül a kis denevérek (Microchiroptera) alrendjébe és a simaorrú denevérek (Vespertilionidae) családjába tartozó nem.

## Rendszerezés
A nembe az alábbi 34 faj tartozik:
- Murina aenea Hill, 1964
- Murina annamitica
- Murina aurata (Milne-Edwards, 1872)
- Murina balaensis Soisook, Karapan, Satasook & Bates, 2013[1]
- Murina beelzebubSon, Furey & Csorba, 2011
- Murina bicolor Kuo, Fang, Csorba & Lee, 2009[2]
- Murina cineracea Csorba & Furey, 2011
- Murina cyclotis Dobson, 1872
- Murina eleryi Furey, Thong, Bates & Csorba, 2009
- Murina fanjingshanensis (He, Xiao & Zhou, 2016)
- Murina fionae
- Murina florium Thomas, 1908
- Murina fusca Sowerby, 1922
- Murina gracilis Kuo et al. 2009
- Murina harpioloides[3]
- Murina harrisoni Csorba & Bates 2005[4]
- Murina hilgendorfi Peters, 1880
- Murina huttoni Peters, 1872
- Murina jaintiana
- Murina kontumensis (Son, Csorba, Tu, & Motokawa, 2015)
- Murina leucogaster (Milne-Edwards, 1872)
- Murina loreliae
- Murina pluvialis
- Murina puta Kishida, 1924
- Murina recondita
- Murina rozendaali Hill & Francis, 1984
- Murina ryukyuana Maeda & Matsumura, 1998
- Murina silvatica Yoshiyuki, 1983
- Murina suilla Temminck, 1840 - típusfaj
- Murina tenebrosa Yoshiyuki, 1970
- Murina tiensa[5]
- Murina tubinaris Scully, 1881
- Murina ussuriensis Ognev, 1913
- Murina walstoni Furey, Csorba & Son, 2011[6][7]

### Fordítás
- Ez a szócikk részben vagy egészben  a   Murina című angol Wikipédia-szócikk ezen változatának fordításán alapul.  Az eredeti cikk szerkesztőit annak laptörténete sorolja fel. Ez a jelzés csupán a megfogalmazás eredetét és a szerzői jogokat jelzi, nem szolgál a cikkben szereplő információk forrásmegjelöléseként.